# Torneio de Wimbledon de 2008
O Torneio de Wimbledon de 2008 foi um torneio de tênis disputado nas quadras de grama do All England Lawn Tennis and Croquet Club, no bairro de Wimbledon, em Londres, no Reino Unido, entre 23 de junho e 6 de julho. Corresponde à 41ª edição da era aberta e à 122ª de todos os tempos.

## Cabeças de chave

### Simples

#### Masculino
1. Roger Federer
2. Rafael Nadal
3. Novak Đoković
4. Nikolay Davydenko
5. David Ferrer
6. Andy Roddick
7. David Nalbandian
8. Richard Gasquet
9. James Blake
10. Marcos Baghdatis
11. Tomáš Berdych
12. Andy Murray
13. Stanislas Wawrinka
14. Paul-Henri Mathieu
15. Fernando González
16. Radek Štěpánek
17. Mikhail Youzhny
18. Ivo Karlović
19. Nicolás Almagro
20. Lleyton Hewitt
21. Juan Carlos Ferrero
22. Fernando Verdasco
23. Tommy Robredo
24. Jarkko Nieminen
25. Dmitry Tursunov
26. Ivan Ljubičić
27. Nicolas Kiefer
28. Gilles Simon
29. Andreas Seppi
30. Gaël Monfils
31. Feliciano López
32. Michaël Llodra

#### Feminino
1. Ana Ivanović
2. Jelena Janković
3. Maria Sharapova
4. Svetlana Kuznetsova
5. Elena Dementieva
6. Serena Williams
7. Venus Williams
8. Anna Chakvetadze
9. Dinara Safina
10. Daniela Hantuchová
11. Marion Bartoli
12. Patty Schnyder
13. Vera Zvonareva
14. Agnieszka Radwańska
15. Ágnes Szávay
16. Victoria Azarenka
17. Alizé Cornet
18. Nicole Vaidišová
19. Maria Kirilenko
20. Francesca Schiavone
21. Nadia Petrova
22. Flavia Pennetta
23. Katarina Srebotnik
24. Shahar Peer
25. Lindsay Davenport
26. Sybille Bammer
27. Virginie Razzano
28. Alona Bondarenko
29. Amélie Mauresmo
30. Dominika Cibulková
31. Caroline Wozniacki
32. Sania Mirza

## Dia a Dia

### Dia 1
O torneio de Wimbedon começou sem muitas surpresas, Roger Federer superou Dominik Hrbatý por fáceis 3 sets a 0, o croata Mario Ančić contou com a desistência de Michaël Llodra para avançar e Marat Safin não deu chances ao italiano Fabio Fognini. Lleyton Hewitt foi um dos que tiveram mais dificuldades, superando o neerlandês Robin Haase em cinco sets, com parciais 6/7(4) 6/3 6/3 6/7(1) 6/2.
Na chave feminina, Ana Ivanović passou pela paraguaia Rossana de los Ríos, Agnieszka Radwańska e Marion Bartoli também venceram jogando na quadra central, Serena Williams e Nicole Vaidišová venceram em sets diretos e também avançaram para a segunda rodada.

### Dia 2
Rafael Nadal teve uma estréia tranquila contra o alemão Andreas Beck, o francês Richard Gasquet e o norte-americano Andy Roddick também venceram.
Maria Sharapova aplicou 6/1 6/4 na francesa Stéphanie Foretz e Venus Williams passou pela tenista local Naomi Cavaday

### Dia 3
O sérvio Novak Đoković foi a primeira grande baixa, caindo diante do russo Marat Safin, Roger Federer eliminou mais um adversário, o sueco Robin Söderling e o australiano Lleyton Hewitt também avançou para a terceira rodada.
A quarta favorita, Svetlana Kuznetsova, venceu sem dificuldades, já Ana Ivanović derrotou Nathalie Dechy com 10-8 no terceiro set, Serena Williams, Anna Chakvetadze e Nicole Vaidišová também conseguiram vitórias e avançaram.

### Dia 4
Andy Murray fez o único jogo masculino na quadra central onde derrotou Xavier Malisse, Rafael Nadal enfrentou Ernests Gulbis na quadra 1 e perdeu o primeiro set, mas reagiu e venceu por 3 a 1, com parciais 5/7 6/2 7/6(2) 6/3. James Blake foi eliminado por Rainer Schuettler enquanto que o francês Sébastien Grosjean caiu diante do compatriota Richard Gasquet.
Venus Williams e Jelena Janković venceram mais uma, mas a russa Maria Sharapova foi surpreendida pela compatriota Alla Kudryavtseva perdendo por 6/2 6/4. Lindsay Davenport abandonou.

### Dia 5
Federer passou para as oitavas-de-final derrotando Marc Gicquel e Mario Ančić derrotou David Ferrer. A vice-campeão de 2007 Marion Bartoli foi eliminada pela norte-americana Bethanie Mattek e Amélie Mauresmo caiu diante de Serena Williams.
A número um do mundo, Ana Ivanović, foi surpreendida pela surpresa do torneio, a chinesa Jie Zheng, que venceu o jogo fáceis 2 sets a 0, parciais de 6/1 6/4.

### Dia 6
Sem Sharapova e Ivanović, Jelena Janković seguia abrindo caminho para se tornar a nova número um do mundo, passando por Caroline Wozniacki na terceira rodada. Venus Williams, Elena Dementieva e Nadia Petrova também avançaram.
Rafael Nadal derrotou Nicolas Kiefer e Richard Gasquet passou por Gilles Simon, já Tommy Haas foi eliminado pelo local Andy Murray.

### Domingo
Como segue a tradição, o Torneio de Wimbledon não realiza jogos no domingo.

### Dia 7
A boa campenha de Lleyton Hewitt chegou ao fim quando enfrentou a atual pentacampeão Roger Federer, derrota por 3 sets a 0 (7/6(7) 6/2 6/4), Murray venceu mais uma, agora contra Gasquet, Marat Safin, Rainer Schuettler e Mario Ančić também seguiram para as quartas-de-final. Rafael Nadal venceu Mikhail Youzhny.
Svetlana Kuznetsova foi eliminada por Radwańska, Chakvetadze perdeu para Vaidišová e Jie Zheng seguiu firme derrotando Ágnes Szávay. Jelena Janković acabou sendo eliminada Tamarine Tanasugarn e proporcionou um fato inédito que não ocorria desde 1968, onde nenhuma das quatro primeiras cabeças-de-chave avançaram para as quartas-de-final, a tenista ainda perdeu a chance de se tornar líder do ranking WTA, já que para isso precida chegar pelo menos na semifinal.

### Dia 8
Foram disputadas apenas as quartas-de-final da chave feminina, Elena Dementieva derrotou Nadia Petrova, Serena Williams passou por Agnieszka Radwańska, Venus eliminou Tanasugarn e Vaidišová caiu diante de Jie Zheng.

### Dia 9
Mesmo com seu jogo interrompido pela chuva, Roger Federer venceu Mario Ančić por 3 sts a 0 (6/1 7/5 6/4) e o russo Safin derrotou Feliciano López por 3 a 1 (3/6 7/5 7/6(1) 6/3). Rafael Nadal também avançou após derrotar Andy Murray.
Venus Williams derrota Elena Dementieva e avança para a final, tendo como adversária a irmã mais nova, Serena Williams, que passou pela surpresa do torneio, a chinesa Jie Zheng. Rainer Schuettler venceu o francês Arnaud Clément no último jogo de quartas-de-final da chave masculina.

### Dia 10
Roger Federer e Rafael Nadal vencem e vão para a final pela terceira vez consecutiva.

### Dia 11
Venus Williams derrota a irmã Serena Williams na final e fica com o título, o quinto de sua carreira, foi a terceira vez que ambas fizeram a final da competição sendo que Serena havia vencido nas outras duas oportunidades.

### Dia 12
Rafael Nadal faz história e impede o hexacampeonato de Roger Federer, tornando-se o primeiro tenista desde de Björn Borg a conquistar Roland Garros e Wimbledon na mesma temporada. A partida final durou 4h38min mas foi interrompida duas vezes por causa da chuva, fato que também atrasou o início do jogo em cerca de meia hora.
Nadal colocou fim em uma sequência de 65 vitórias de Federer consecutivas na grama, além de cinco título seguidos do suíço em Wimbedon. A partida foi decidida no quinto set, que não tem tie-break; foi o jogo decisivo mais longo nos 131 anos de história do torneio.

## Finais

### Profissional
| Categoria | Evento    | Campeã(s)(o/ões)               | Vice-campeã(s)(o/ões)         | Resultado                 | Chave(s)  | Chave(s)       |
| --------- | --------- | ------------------------------ | ----------------------------- | ------------------------- | --------- | -------------- |
| Simples   | Masculino | Rafael Nadal                   | Roger Federer                 | 6–4, 6–4, 56–7, 86–7, 9–7 | principal | qualificatório |
| Simples   | Feminino  | Venus Williams                 | Serena Williams               | 7–5, 6–4                  | principal | qualificatório |
| Duplas    | Masculino | Daniel Nestor Nenad Zimonjić   | Jonas Björkman Kevin Ullyett  | 7–612, 7–63, 6–3, 6–3     | principal | qualificatório |
| Duplas    | Feminino  | Serena Williams Venus Williams | Lisa Raymond Samantha Stosur  | 6–2, 6–2                  | principal | qualificatório |
| Duplas    | Misto     | Bob Bryan Samantha Stosur      | Mike Bryan Katarina Srebotnik | 7–5, 6–4                  | principal | principal      |

### Juvenil
| Categoria | Evento    | Campeã(s)(o/ões)                | Vice-campeã(s)(o/ões)        | Resultado       | Chave(s)  | Chave(s)       |
| --------- | --------- | ------------------------------- | ---------------------------- | --------------- | --------- | -------------- |
| Simples   | Masculino | Grigor Dimitrov                 | Henri Kontinen               | 7–5, 6–3        | principal | qualificatório |
| Simples   | Feminino  | Laura Robson                    | Noppawan Lertcheewakarn      | 6–3, 3–6, 6–1   | principal | qualificatório |
| Duplas    | Masculino | Hsieh Cheng-peng Yang Tsung-hua | Matt Reid Bernard Tomic      | 6–4, 2–6, 12–10 | principal | principal      |
| Duplas    | Feminino  | Polona Hercog Jessica Moore     | Isabella Holland Sally Peers | 6–3, 1–6, 6–2   | principal | principal      |

### Cadeirante
| Categoria | Evento    | Campeã(s)(o/ões)            | Vice-campeã(s)(o/ões)          | Resultado      | Chave     |
| --------- | --------- | --------------------------- | ------------------------------ | -------------- | --------- |
| Duplas    | Masculino | Robin Ammerlaan Ronald Vink | Stéphane Houdet Nicolas Peifer | 86–7, 6–1, 6–3 | principal |

### Outros eventos
| Categoria         | Evento           | Campeã(s)(o/ões)            | Vice-campeã(s)(o/ões)             | Resultado        | Chave     |           |
| ----------------- | ---------------- | --------------------------- | --------------------------------- | ---------------- | --------- | --------- |
| Duplas convidadas | Masculino sênior | Ken Flach Robert Seguso     | Jeremy Bates Anders Järryd        | 7–61, 56–7, 10–7 | principal | principal |
| Duplas convidadas | Masculino        | Donald Johnson Jared Palmer | Jacco Eltingh Paul Haarhuis       | w.o.             | principal | principal |
| Duplas convidadas | Feminino         | Jana Novotná Kathy Rinaldi  | Martina Navrátilová Helena Suková | 5–7, 6–3, [10–5] | principal | principal |